# Hongkong az 1960. évi nyári olimpiai játékokon
Hongkong az olaszországi Rómában megrendezett 1960. évi nyári olimpiai játékok egyik részt vevő nemzete volt. Az országot az olimpián 2 sportágban 4 sportoló képviselte, akik érmet nem szereztek.

## Sportlövészet
Férfi
| Versenyző       | Versenyszám       | Selejtező | Selejtező | Selejtező | Döntő   | Döntő    |
| Versenyző       | Versenyszám       | Csoport   | Pont      | Helyezés  | Pont    | Helyezés |
| --------------- | ----------------- | --------- | --------- | --------- | ------- | -------- |
| William Gillies | Szabadpisztoly    | B         | 332       | 28.       | kiesett | 55.      |
| Peter Rull, Sr. | Sportpuska, fekvő | A         | 384       | 15.       | 576     | 36.      |
| Henry Souza     | Sportpuska, fekvő | B         | 380       | 26.       | 572     | 41.      |

## Úszás
Férfi
| Versenyző                     | Versenyszám | Előfutam | Előfutam | Előfutam | Elődöntő | Elődöntő | Elődöntő | Döntő   | Döntő    |
| Versenyző                     | Versenyszám | Idő      | Hely.    | Össz.    | Idő      | Hely.    | Össz.    | Idő     | Helyezés |
| ----------------------------- | ----------- | -------- | -------- | -------- | -------- | -------- | -------- | ------- | -------- |
| Cőng Kón-man (Cheung Kin Man) | 100 m gyors | 1:01,1   | 6.       | 43.      | kiesett  | kiesett  | kiesett  | kiesett | kiesett  |